# Ecuador vasúti közlekedése

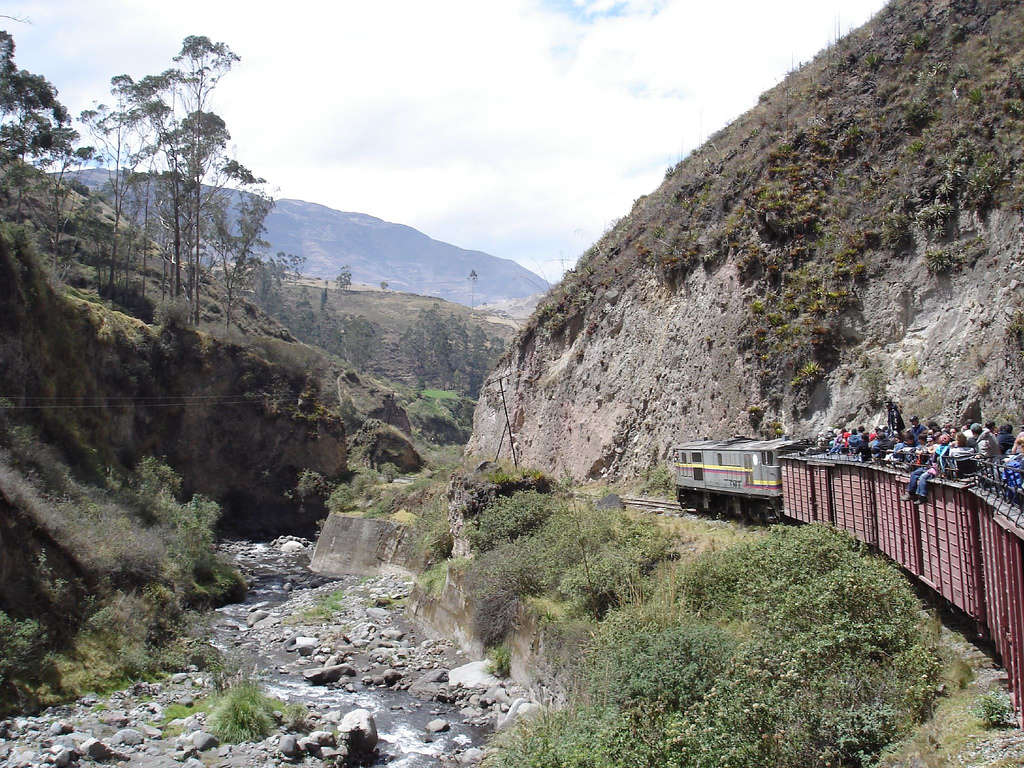
Tehervonat Ecuadorban. A tetőn utazás itt megszokott dolog

Ecuador nemzeti vasúttársasága a Empresa de Ferrocarriles Ecuatorianos. A vasútvonalak teljes hossza 812 km, nyomtávja 1067 mm.

## Története

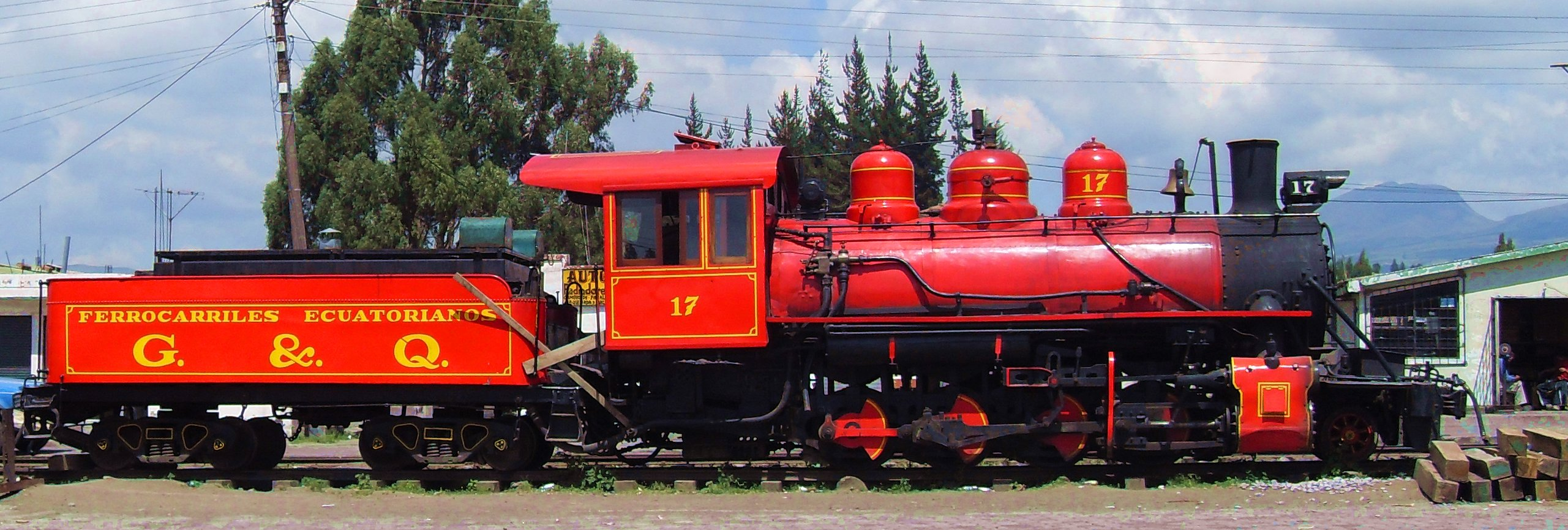
Baldwin 2-8-0 típusú mozdony

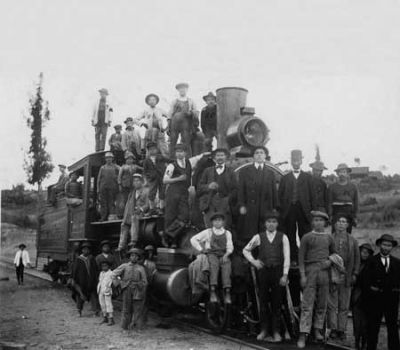
Csoportkép építés közben (1908)

Az ecuadori vasút tervét 1861-ben Gabriel García Moreno elnök indította el. Az első szakaszt 1873-ban nyitották meg Durán és Milagro között, és 1888-ra elértek Bucay-ig.
Az Andokba való benyomulás Eloy Alfaro elnök alatt történt, aki azt tervezte, hogy a felvidéki Quitót összeköti az ecuadori Guayaquillal a tengerparton. Tanácsért Alfaro William Findlay Shunk ezredeshez fordult, egy jól ismert észak-amerikai mérnökhöz, aki feltérképezte az Interkontinentális Vasútvonal nyomvonalát (amely Észak- és Dél-Amerikát kötötte volna össze) Ecuadoron, Kolumbián és Panamán keresztül 1892-ben. Az Interkontinentális Vasút azonban soha nem épült meg. Eloy Alfaro 1897-ben megbízta Archer Harmant és egy befektetői csoportot, és egy újonnan létrehozott New Jersey-i vállalatot, a Guayaquil and Quito Railway Company-t (röviden: G&Q), a Guayaquil és Quito közötti vasútvonal helyreállítására és befejezésére. Archer Harman és testvére, John A. Harman őrnagy (Shunk ezredes veje) a virginiai Stauntonból származott. Archer (a G&Q finanszírozója) és John (a G&Q főmérnöke) együtt segítettek Alfarónak megvalósítani álmát, hogy összekösse Ecuador szétszakadt részeit, megtörni a katolikus egyház hatalmát, és bevezetni a 20. századot és a modernitást Ecuadorba.
A G&Q vonal 1897 és 1908 között épült meg, majd a vonal napokig tartó ünneplés közepette érte el Quitót, és két napra rövidítette a Quitóból Guayaquilba vezető, korábban hosszú ideig tartó utazást.
A G&Q vonal a Empresa de Ferrocarriles Ecuatorianos (EFE) déli részlegévé (Division Sur) fejlődött.

## Vasúti kapcsolata más országokkal
- Peru - nincs
- Kolumbia - tervezés alatt